# Scheepswerf Groot-Ammers
Scheepswerf Groot-Ammers is een Nederlandse scheepswerf, gevestigd in Groot-Ammers (Zuid-Holland). Het bedrijf is gespecialiseerd in zeer luxe motorjachten. De werf is gelegen aan de Lek.

## Geschiedenis
Op de werf worden sinds 1957 onder verschillende bedrijfsnamen schepen gebouwd. Het huidige bedrijf is in 1977 opgericht door Sietse Koopmans. Het bedrijf richt zich op het topsegment van luxe motorjachten tot 20 meter. De bouw vindt geheel plaats in Nederland. De meeste schepen worden afgezet in de Verenigde Staten.

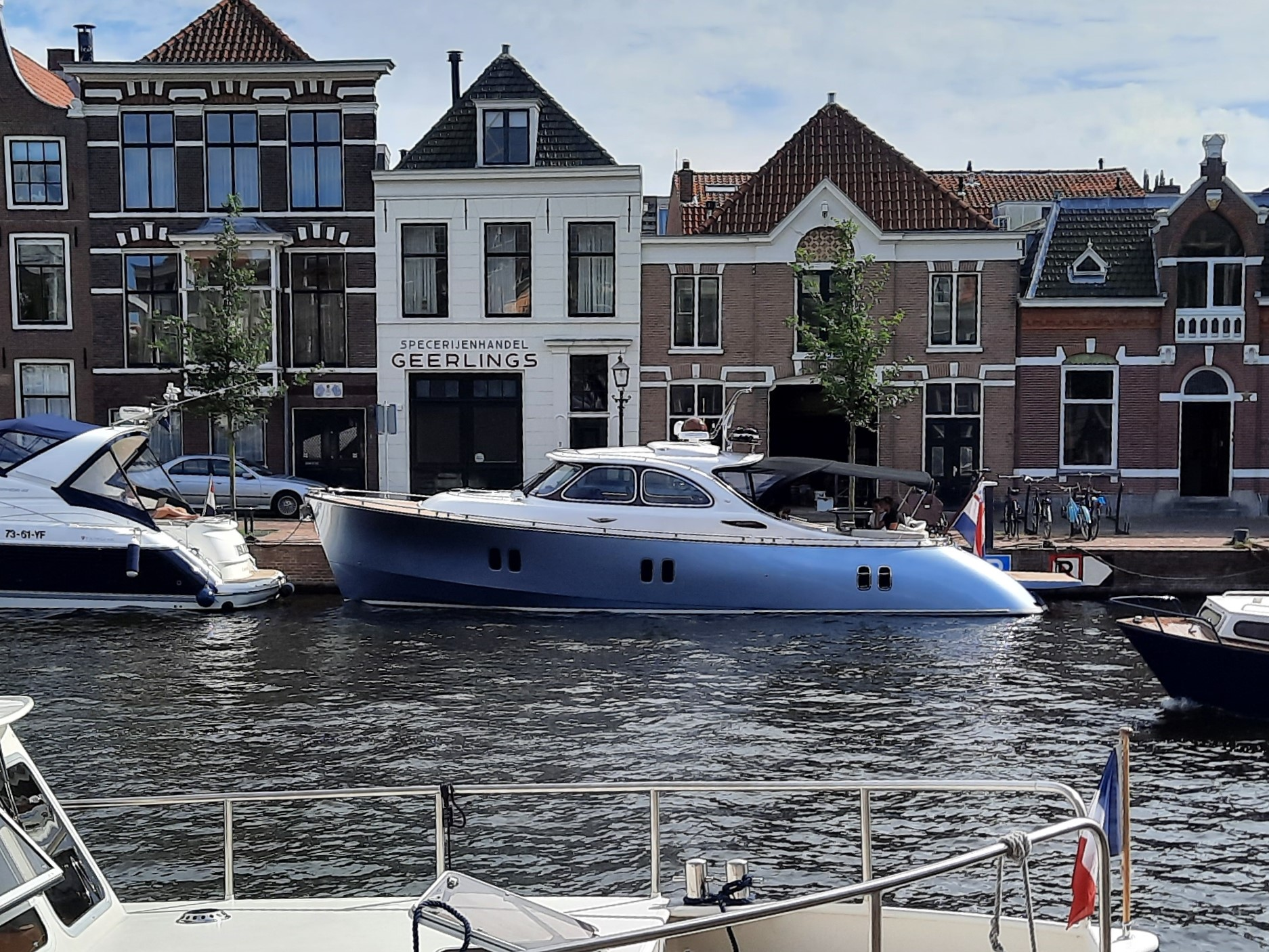
Zeelander Z44-motorjacht afgemeerd aan het Spaarne, Haarlem

## Scheepstypen
De werf bouwt twee series schepen, waarbij het ontwerp aan de wens van de klant wordt aangepast:

### Zeelander
In 2002 ontwierp Oossanen Naval Architects de Z44, een 13,2 meter lang luxe motorjacht. In 2019 en 2020 volgde twee langere versies: de Z55 (16,5 meter) en Z72 (21,6 meter). Van 2014 to 2017 bouwde men ook de Z68 (20,5 meter).
In 2021 werd begonnen met het vernieuwen van het leveringsgamma. In 2021 werd de Z5 geïntroduceerd (14,7 m), gevolgd door de Z6 (17,0 m) en Z7 (20,1 m) in 2022.
In 2014 ontwierp Zeelander samen met Vripack Naval Architects een superjacht met een lengte van 49,9 m, de Z164. Dit model kwam echter niet verder dan de tekentafel.
Van de Zeelander-serie zijn ruim veertig exemplaren gebouwd (2021).

### Dutchcraft
In 2019 werd de Dutchcraft geïntroduceerd, een serie multifunctionele jachten die gebruikt kunnen worden als expeditieboot, duikplatform, visboot of partyboot. De schepen hebben een kenmerkende trawler-achtige vormgeving. Er zijn twee varianten:
- DC25 (7,5 m), een 10-persoons tender met elektrische voortstuwing en een carbonfiber romp. Het model is ontworpen door DLBA Naval Architects en dient onder meer als bijboot voor superjachten.
- DC25 E-CAT (7,5 m), een 8-persoons catamaran met elektrische voortstuwing en een carbonfiber romp.
- DC56 (17,1 m), een glasfiber motorjacht ontworpen door Mulder Design.